# Operacja Greenhouse

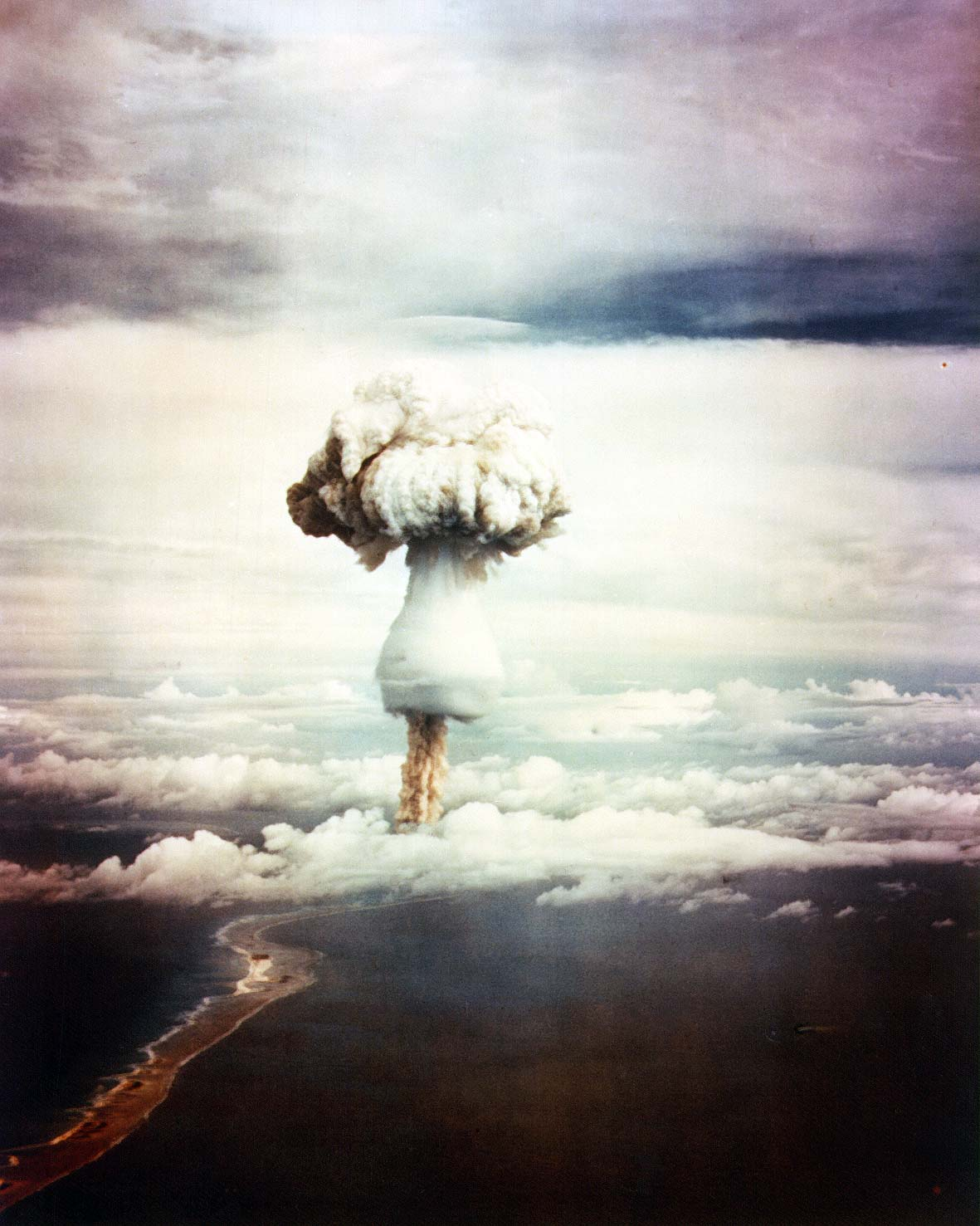
Eksplozja "George"

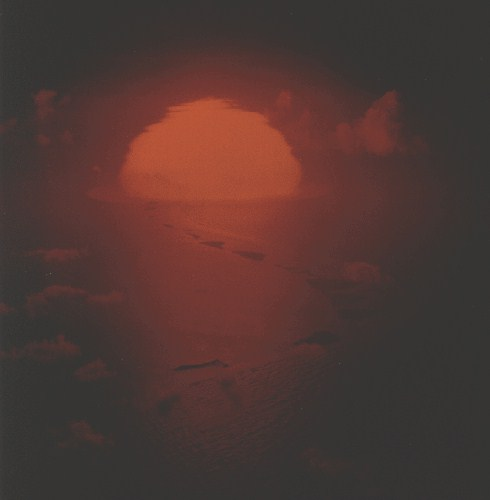
Eksplozja "Item"

Operacja Greenhouse – piąta seria amerykańskich testów broni atomowej, druga w 1951 roku. Wszystkie ładunki zostały umieszczone na wysokich stalowych wieżach, które miały symulować nuklearny atak lotniczy. Operacja miała sprawdzić bojowe zastosowanie nowych projektów bomb atomowych. Innowacyjność miała się opierać na zmniejszeniu wymiarów, wagi oraz redukcji ilości materiałów rozszczepialnych potrzebnych do wytworzenia ładunku.
| Nazwa testu | Data             | Miejsce                | Siła wybuchu  | Uwagi                                        |
| ----------- | ---------------- | ---------------------- | ------------- | -------------------------------------------- |
| Dog         | 8 kwietnia 1951  | Pacific Proving Ground | 70 kiloton    |                                              |
| Easy        | 21 kwietnia 1951 | Pacific Proving Ground | 47 kiloton    |                                              |
| George      | 9 maja 1951      | Pacific Proving Ground | 225 kiloton   | Pierwszy eksperyment z bronią termonuklearną |
| Item        | 25 maja 1951     | Pacific Proving Ground | 45.5 kilotony | Pierwsza bomba z trytowym "dopalaniem"       |